# Uwe Zötzsche
Uwe Zötzsche (Zwenkau, 15 settembre 1960) è un ex calciatore tedesco, di ruolo centrocampista o difensore.

## Carriera

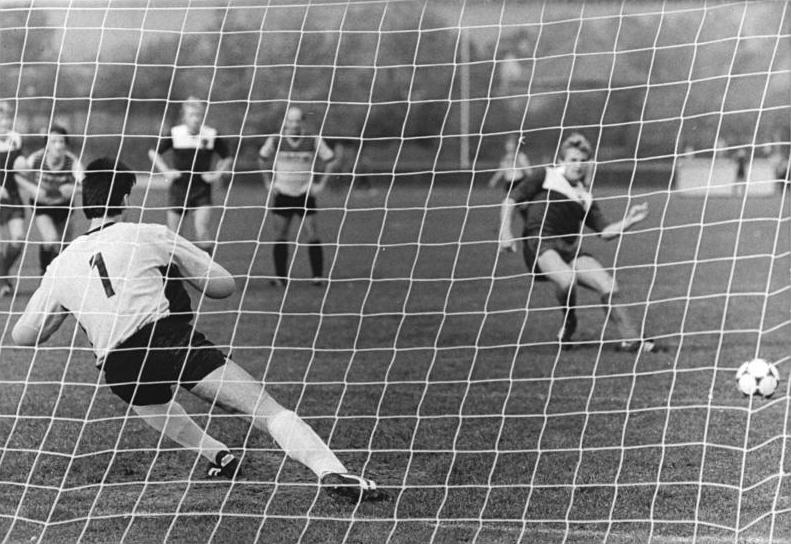
Uwe Zötzsche mentre tira un rigore nel 1986

Uwe Zötzsche inizia la sua carriera professionistica nel Lokomotive Lipsia, dove gioca per undici stagioni vincendo tre FDGB Pokal e raggiungendo la finale di Coppa delle Coppe 1986-1987, persa contro l'Ajax.
Nel 1990 terminata la sua carriera nel Lokomotive Lipsia con 243 presenze e 45 goal, passa in Francia al Racing Club de Strasbourg, con cui gioca in una stagione 29 partite e segna 2 reti.
Terminata l'esperienza francese torna in Germania per le ultime stagioni, che disputa con l'Hessen Kassel (16 presenze e 2 reti) e con il 1.FC Markkleeberg (51 presenze e 2 reti).
Con la Nazionale della Germania dell'Est gioca 38 partite e realizza 5 reti in sei anni tra il 1982 e il 1988.

## Palmarès
- -  Coppa della Germania Est: 2

Locomotive Lipsia: 1980-1981, 1985-1986, 1986-1987